# Overcut (automobilismo)
L'overcut (dall'inglese cut, "tagliare") è un termine, utilizzato nelle competizioni automobilistiche, per definire una particolare strategia nella gestione dei pit stop utilizzata da chi insegue e vuole incrementare posizioni nella classifica della gara, consistente nel ritardare la sosta ai box per il cambio gomme rispetto al pilota che precede sfruttando così la pista libera e l'aria "pulita" al fine di creare un gap che consenta di sopravanzare l'avversario dopo la sosta. Assieme all'undercut, l'overcut è una strategia di uso comune in Formula 1.

## Descrizione
Questo tipo di strategia si basa sull'idea di mettere il pilota nelle condizioni di poter spingere più a lungo rispetto al pilota che precede senza avere traffico di altre vetture e avere quindi un flusso d'aria più pulito. Il pilota deve quindi fermarsi alcuni giri dopo il pilota che lo precede così da riuscire a creare un gap abbastanza elevato da stargli davanti dopo la sosta. Questa strategia può essere avvantaggiata se il pilota che per primo ha effettuato la sosta si trova nel traffico di vetture più lente che non gli permettono di spingere al massimo. La strategia è invece svantaggiata se la gomma fornisce prestazioni di molto inferiori a quelle che offrirebbe la gomma nuova. In questo caso la strategia non risulta essere efficace e ne consegue una perdita non indifferente di tempo.